# Sporting Sala Consilina
Lo Sporting Sala Consilina è una squadra italiana di calcio a 5, con sede a Sala Consilina. Milita in Serie A, massima serie del campionato italiano di calcio a 5.

## Storia
Lo Sporting Sala Consilina è una squadra italiana di calcio a 5 con sede a Sala Consilina, in provincia di Salerno. Milita in Serie A, massima serie del campionato italiano di calcio a 5, e rappresenta il territorio del Vallo di Diano e dell'area del Cilento. La società, fondata nel 2009 dalla famiglia Detta, è diventata un punto di riferimento per il futsal del Sud Italia, raggiungendo la Serie A per la prima volta nella stagione 2023-24.

## Cronistoria

#### Le Origini (2009-2014)
- Fondazione nel 2009 dalle ceneri dell'I.CAL.CAVE calcio A5
- Ruolo della famiglia Detta (Antonio Ernesto e Giuseppe)
- Rapida ascesa dalla C2 alla Serie B
- Interruzione dell'attività nel 2014

#### La Rinascita (2019-2023)
- Ripartenza nel 2019 dalla Serie C1
- Strategia di crescita graduale
- Conquista della Serie A2 nel 2021
- Vittoria della Coppa Italia Serie A2 nel 2023
- Storica promozione in Serie A

#### L'Era della Serie A (2023-presente)
- Primo campionato di Serie A (2023-24)
- Consolidamento nella massima categoria

| Cronistoria dello Sporting Sala Consilina |
| --- |
| - 2009 · Fondazione dello Sporting Sala Consilina. - 2009-10 · 2ª nel girone ? di Serie C2 Campania. Ripescata in Serie C1. Finalista play-off promozione. - 2010-11 · 3ª in Serie C1 Campania. Promossa in Serie B. Vince la fase nazionale play-off. Vince la Coppa Italia Regionale (1º titolo). - 2011-12 · 2ª nel girone D di Serie B. 2º turno play-off promozione. Prima fase di Coppa Italia di Serie B. - 2012-13 · 2ª nel girone D di Serie B. Finalista play-off promozione. Prima fase di Coppa Italia di Serie B. - 2013-14 · 2ª nel girone E di Serie B. 1º turno dei play-off promozione. Prima fase di Coppa Italia di Serie B. - 2014-19 · inattiva nel calcio a 5. - 2019-20 · 1ª in Serie C1 Campania. Promossa in Serie B. Vince la Coppa Italia Regionale (2º titolo). - 2020-21 · 1ª nel girone F di Serie B. Promossa in Serie A2. - 2021-22 · 7ª nel girone C di Serie A2. - 2022-23 · 1ª nel girone C di Serie A2. Promossa in Serie A. Vince la Coppa Italia di Serie A2 (1º titolo). Trentaduesimi di finale di Coppa della Divisione. - 2023-24 · 11ª in Serie A. 1º turno di Coppa Italia. 1º turno di Coppa della Divisione. - 2024-25 · 9ª in Serie A. Fase a gironi di Coppa della Divisione. |

## Statistiche

### Partecipazioni ai campionati
| Livello | Categoria | Partecipazioni | Debutto   | Ultima stagione | Totale |
| ------- | --------- | -------------- | --------- | --------------- | ------ |
| 1º      | Serie A   | 1              | 2023-2024 | 2023-2024       | 1      |
| 2º      | Serie A2  | 2              | 2021-2022 | 2022-2023       | 2      |
| 3º      | Serie B   | 4              | 2011-2012 | 2020-2021       | 4      |
| 4º      | Serie C1  | 2              | 2010-2011 | 2019-2020       | 2      |
| 5º      | Serie C2  | 1              | 2009-2010 | 2009-2010       | 1      |

## Palmarès

### Competizioni nazionali
- Campionato di Serie A2: 1

2022-23 (girone C)
- Coppa Italia di Serie A2: 1

2022-23
- Campionato di Serie B: 1

2020-21 (girone F)
- Campionato di Serie C1 (Campania): 1

2019-20
- Coppa Italia Regionale (Campania): 1

2019-20